# Allocosa calamarica
Allocosa calamarica este o specie de păianjeni din genul Allocosa, familia Lycosidae. A fost descrisă pentru prima dată de Strand, 1914.
Este endemică în Columbia. Conform Catalogue of Life specia Allocosa calamarica nu are subspecii cunoscute.